# علم إندونيسيا

معدل التناسب: 2:3

العلم الإندونيسي الوطني، والمعروف باسم (Sang Merah Putih) باللغة الإندونيسية، مبني أساساً على علم إمبراطورية ماجاباهيت والذي تم تصميمه في القرن الثالث عشر الميلادي. العَلَم قد تم تقديمه في حفل يوم الاستقلال الإندونيسي في 17 اغسطس 1945. تصميم العلم يذكر الناس بذلك اليوم العظيم. يوجد أيضاً أغنية وطنية باسم (Merah Putih) وتعني (أحمر وأبيض).

## تاريخ العلم
ألوان العلم مشتقة من شعار إمبراطورية ماجاباهيت. لاحقاً، هذه الألوان قد انتعشت مجدداً بواسطة مجموعة من الطلبة والسياسين في بدايات القرن العشرين الميلادي، كتعبير على الوطنية القومية الإندنويسية ضد الألمان. العلم الأحمر والأبيض رفرف لأول مرة في جاوة في سنة 1928. تحت الحكم الألماني، كان رفع العلم ممنوع في ذلك الوقت. وقد تم تبنَيه كالعلم الوطني في 17 اغسطس 1945، عندما أُعلن الاستقلال، وقد تم استخدامة منذ ذلك الوقت.

## أسماء العلم
الاسم الرسمي للعلم هو (Sang Merah Putih) ويعني (الأحمر الأبيض) طبقاً للمادة 35 من (دستور 1945). العلم عادةً مايسمى بـ (Bendera Merah Putih) ويعني (العلم الأحمر الأبيض). أحياناً يسمى أيضاً بـ (Sang Dwiwarna) ويعني (لون الباي). وأيضاً (Sang Saka Merah Putih) ويعني (الأحمر الأبيض النبيل) ويعود إلى العلم التاريخي (Bendera Pusaka) ويعني (العلم التراثي). الـ Bendera Pusaka هو العلم الذي كان يرفرف فوق بيت سويكارنو بعد لحظات قليلة من إذاعة خبر استقلال إندنويسيا. الـ Bendera Pusaka الأصلي قد تم حياكته وخياطته على يدي السيدة فاتيمواتاي سويكارنو وقد كان يرفع كل سنة أمام المبنى الرئاسي خلال الاحتفالات بيوم الاستقلال. وقد تم رفع لأخر مرة في 17 اغسطس 1968. ومنذ ذلك الوقت قد تم صونه وحفظه بسبب الاعتقاد بأنه سريع الزوال.

## التصميم والدلالة

### التصميم
تصميم العلم بسيط جداً وله معاني رائعة، أما عن التصميم فهو عبارة عن لونان أفقيان متوازيان أحمر (في الأعلى) وأبيض (في الأسفل)، مع معدل تناسب للعلم يقدر بـ (2:3)، والعلم الإندونيسي يشابه بشكل صحيح وكبير أعلام بوهيميا وبولندا وسنغافورة وهو مطابق لعلم موناكو (باستثناء معدل التناسب).

### الدلالة
- اللون الأحمر يدل على الشجاعة وأيضاً يدل على الحياة المادية للإنسان.
- اللون الأبيض يدل عى النقاء وأيضاً يدل على الحياة الروحية للإنسان.

عادةً، أغلب الإندونيسيين يستعملون اللونين الأحمر والأبيض كدلالة على وطنيتهم، بخلط ألوان السكر (اللون الأحمر يدل على شجر السكر أو gula aren، أما اللون الأبيض عن طريق الرز). بشكل غريب نوعاً ما، فإن هذه اللونين هي التي تدل على المطبخ الإندنويسي إلى هذا اليوم وهي الألوان السائدة في الأكلات الإندونيسية. ويبدو أن الجاويون في إمبراطورية ماجاباهيت كانوا يستخدمون أيضاً هذا التصميم لعلم إمبراطوريتهم.

## قواعد وتشريعات

### بروتوكولات العلم

النُصُب التذكاري

مثل معظم الأعلام الدوليّة، فإن للعلم الإندنويسي قواعد وتشريعات صارمة ويجب الالتزام بها.
- قواعد متصلة برتيب الأولوية للعلم. عادةً أكثر من نوع واحد من العلم يرفرف في وقت واحد، على سبيل المثال علم القوات الإندونيسية. مايلي ترتيب الأولوية للأعلام الإندونيسية:
  - العلم الإندونيسي الوطني
  - علم المقاطعة الإندونيسية
  - علم القوات الإندنويسية (بحاجة لتاريخ إنشاء)
  - أعلام إندنويسية أخرى
- الأمم المتحدة تتخذ ترتيب أبجدي عند رفع الأعلام الوطنية، يتضمّنها العلم الوطني الإندنويسي. هذه القواعد تضمن أن ليس هناك أولوية على أعلام أحد الدول عى الأخرى.
- العلم الإندونيسي يجب أن لاينكّس أبداً بسبب أن في ذلك ازدراء للعلم الإندونيسي وتاريخ إندونيسيا على وجه العموم.
- عندما يمزق أو يذبل العلم يجب استبداله بعلم أخر جديد في حالة جيّدة.
- من المهم أن يُرفع العلم بشكل صحيح لكي يرفرف بشكل سليم. يجب أخذ الرعاية الكاملة لتوفير ذلك.
- عندما يكون العلم في حالة لم يعد ملائماً كشعار للعرض يجب يتلف بطريقة تدل على الاحترام والتبجيل، يفضل بإيقاد النار في غرفة خاصة برعاية مناسبة وبشكل محترم.

### عرض العلم
- يجب نصب العلم بشكل سليم وصحيح، عادةً بواسطة عامود مخصص للأعلام. مهما يكن، إذا لم يُقدر على ذلك، طريقة رفع العلم تكون بواسطة حبل.
- «نصف الصارية» أو «نصف العصا» - يرفع العلم نصف المسافة للأعلى كدلالة على الأسى. في هذه الحالة، يجب رفع العلم إلى الأعلى في البداية يُخفّض إلى نصف الصارية.
- نوع رفع العلم - يجب أن يرفع العلم برشاقة وبشكل جميل وملائم. عادةً يرافق احتفاليات رفع العلم النشيد الوطني الإندونيسي (Indonesia Raya)، ويجب على الناس تحية العلم. يجب توقيت عملية رفع العلم إذ أن العلم يجب أن يصل إلى الأعلى عند نهاية النشيد الوطني.
- يجب على العلم الإندونيسي أن لا يثبّت أو يعرض أو يستخدم أو يخزّن بأسلوب قد يكون من السهل تمزيقه أو تلويثه أو أي طريقة قد يكون فيها ضرراً على العلم. وأيضاً يجب أن لا يكون هناك أي شيء على العلم كالرسومات والكلمات والصور والعلامات، ولا أية شيء يمكن أن يوضع على العلم.

## تغيير المكان
في 2003 حكومة جاكرتا (Sutiyoso) أعلنت رسمياً عن خطة لتبديل الـ (Bendera Pusaka) الأصلي من القصر الرئاسي إلى النصب التذكاري الوطني (Monas). لأسباب أمنية واقتصادية، مشروع الـ 3.5 مليار روبية (388,889$) قد أُجل لسنة واحدة. من الـ 3.5 مليار روبية، فقط 500 مليون قد وزعت لإحتفالات تغيير المكان، بينما معظم الـ 3 مليارات المتبقية قد أُنفقت على الـ 15 كغم من الذهب لصيانة الغرفة وحمايتها بطوق أمني مشدد وأجهزت إنذار وأجهزة تصوير أمنيّة. الصرفية قد أقترح بها في 2003 لتراجه ميزانية المدينة. الخطة كانت تثبيت العلم على صفيحة مغاطاة بذهب من نوع 24 قيراط في غرفة الاستقلال داخل النصب التذكاري. داخل غرفة الاستقلال هناك ثلاثة من أهم الأثار التي تدل على التاريخ الإندونيسي:
1. تمثال الغارودا (Garuda)
2. خريطة النوسانتارا (Archipelago)
3. والخط الأصلي من وثيقة الاستقلال الإندونيسي

وهذه الثلاثة أشياء محفوظة في غرفة الاستقلال داخل الصناديق المغطاة بالذهب.

## وصلات خارجية
1. العلم والشعار والنشيد الوطني الإندونيسي
2. علم إندونيسيا
3. معلومات عن العلم الإندونيسي